# Fitosteróide

A digitoxina, un fitosteróide e cardioglicosídeos encontrado nas dedaleiras (Digitalis purpurea).

Os fitosteróides ou esteróides vegetais são esteróides naturais que se encontram em plantas. Alguns esteróides de fungos, como o ergosterol consideram-se também fitosteróis. Exemplos são a digoxina, dixitoxina, diosxenina e guggulsterona, assim como fitosteróis como o β-sitosterol e outros fitoestrógenos como as isoflavonas. Outros exemplos são os brassicosteróides (alguns polihidroxiesteróides), a catasteronas, fitoecdisteróides e as teasteronas (alguns 22-hidroxisteróides).
A formação de fitosteróides difere do processo de formação dos esteróides animais em que se produzem substituições no C24 e/ou uma ligação dupla no C22.
Os fitoesteróides presentes em alimentos vegetais podem interferir com o sistema endócrino ao interagirem com os receptores de esteróides ou inibirem enzimas que intervêm no metabolismo de esteróides.
Alguns fitosteróides têm actividade larvicida, pelo que poderiam ter um uso como pesticidas. Os da planta Solanum nigrum apresentam actividade contra larvas de mosquito.
Outros esteróides extraídos da Alisma orientale mostraram actividade de inibição de formação de osteoclastos em ratos, pelo que favorecem a manutenção do tecido ósseo e poderiam ter um uso em doenças nas quais há perda óssea, como osteoporose, artrite reumatoide ou periodontite.